# Congrés de Commentry
El congrés de Commentry és un dels congressos del moviment obrer i socialista francès que es fan almenys cada any, des de 1876 amb les primeres convencions obreres, fins a l'actualitat, organitzats pel Partit Socialista (França) actual.
En el marc de congressos que tingueren lloc entre 1899 i 1905 en el marc del procés d'unificació socialista, el setembre de 1902 es va organitzar a Commentry (una vila d'uns 7.000 habitants, a Alvèrnia, al centre de França) el de la Unitat Socialista Revolucionària, en el qual es va fundar oficialment el Partit Socialista de França (PSdF), que ja existia de feia uns mesos amb un altre nom.